# Cherub Rock
Singles de The Smashing Pumpkins
Siva
(1991) Today
(1993)
Cherub Rock est une chanson du groupe de rock alternatif The Smashing Pumpkins écrite par Billy Corgan et sortie en 1993 sur leur deuxième album, Siamese Dream, dont elle est la piste d'ouverture.